# Wouter VI van Brienne

Familiewapen

Wouter VI van Brienne, (Fr.: Gaut(h)ier) (Lecce, ca. 1304 - bij Poitiers, 19 september 1356) was enige zoon van Wouter V van Brienne en Johanna van Châtillon. Hij volgde in 1311 zijn vader op als graaf van Brienne. Hij vond de dood op het slagveld in de Slag bij Poitiers.
Wouter voerde de titel van graaf van Brienne, Lecce en Conversano. Op 6 mei 1336 ontving hij de hoge militaire rang van connétable van Frankrijk. Wouter is tweemaal getrouwd; eerst in 1325 met Margherita di Tarento (1325 - rond 1332) dochter van Filips I van Tarente. Daarna in 1342 of 1343 met Johanna van Brienne, vrouwe van Château-Chinon.
Wouter was de zesde feodale heer van die naam die de baronie van die naam bezat. Hij had ook de titel "hertog van Athene" geërfd, maar het in de kruistochten gestichte hertogdom Athene werd in de 14e eeuw door Catalanen geregeerd. De pogingen van Johanna van Châtillon en later die van haar zoon Wouter om het gezag van hun familie over Athene te herstellen hebben de familie Brienne geruïneerd. 
Nadat zijn vader Wouter V van Brienne op 15 maart 1311 in de Slag bij Halmyros was gesneuveld nam de door hem aangeworven Catalaanse Compagnie, een groep huursoldaten, de macht in Athene over. 
In 1331 en 1332 heeft Wouter gepoogd om het gezag van zijn familie in Griekenland met geweld te herstellen. Hij kreeg steun van paus Johannes XXII, Venetië en de koningen van Napels en Provence maar de Griekse bevolking steunde hem niet. Zij zagen niet in waarom zij hun Catalaanse heersers zouden inruilen voor een Fransman. Zijn expeditie veroverde Leukas en verwoestte delen van het platteland maar de ommuurde steden Athene en Thebe kon hij niet veroveren. Toen zijn geld opraakte moest Wouter de expeditie beeïndigen. Alfons Frederik van Sicilië verjoeg met hulp van diezelfde Catalaanse Compagnie, uiteindelijk de Fransen, wat hem de banvloek van de paus kostte (1335).
Wouter diende de Napolitaanse koning van het Huis Anjou-Sicilië en regeerde een jaar lang de stad Florence. Zijn gewoonte om de burgers geld af te persen zorgde ervoor dat hij al na een jaar werd verjaagd. In Florence is hij afgebeeld op fresco's en een trap in het Palazzo Vecchio wordt naar hem de "scala del duca d'atene" genoemd. In de Via dei Calzaiuoli in Florence is ook een steen met zijn wapenschild te vinden. Op een daaronder aangebrachte steen heet het dat hij een onderdrukker van de bevolking was.
Koning Jan II van Frankrijk benoemde hem tot connétable van Frankrijk. Deze titel maakte hem tot opperbevelhebber en hij vocht in de voor Frankrijk rampzalig verlopen Slag bij Crécy.
Wouter sneuvelde op 19 september 1356 in de onbezonnen cavaleriecharge tijdens de Slag bij Poitiers waarin de Franse ridders een versterkte Engelse legerplaats frontaal aanvielen en door Engelse boogschutters van opzij met pantserdoorborende pijlen werden bestookt. De roekeloze Franse ridders faalden en Frankrijk verloor ook deze slag.
Wouter of Gautier, of in het Engels "Walter", is een van de personages in de "Decamerone" van Giovanni Boccaccio.

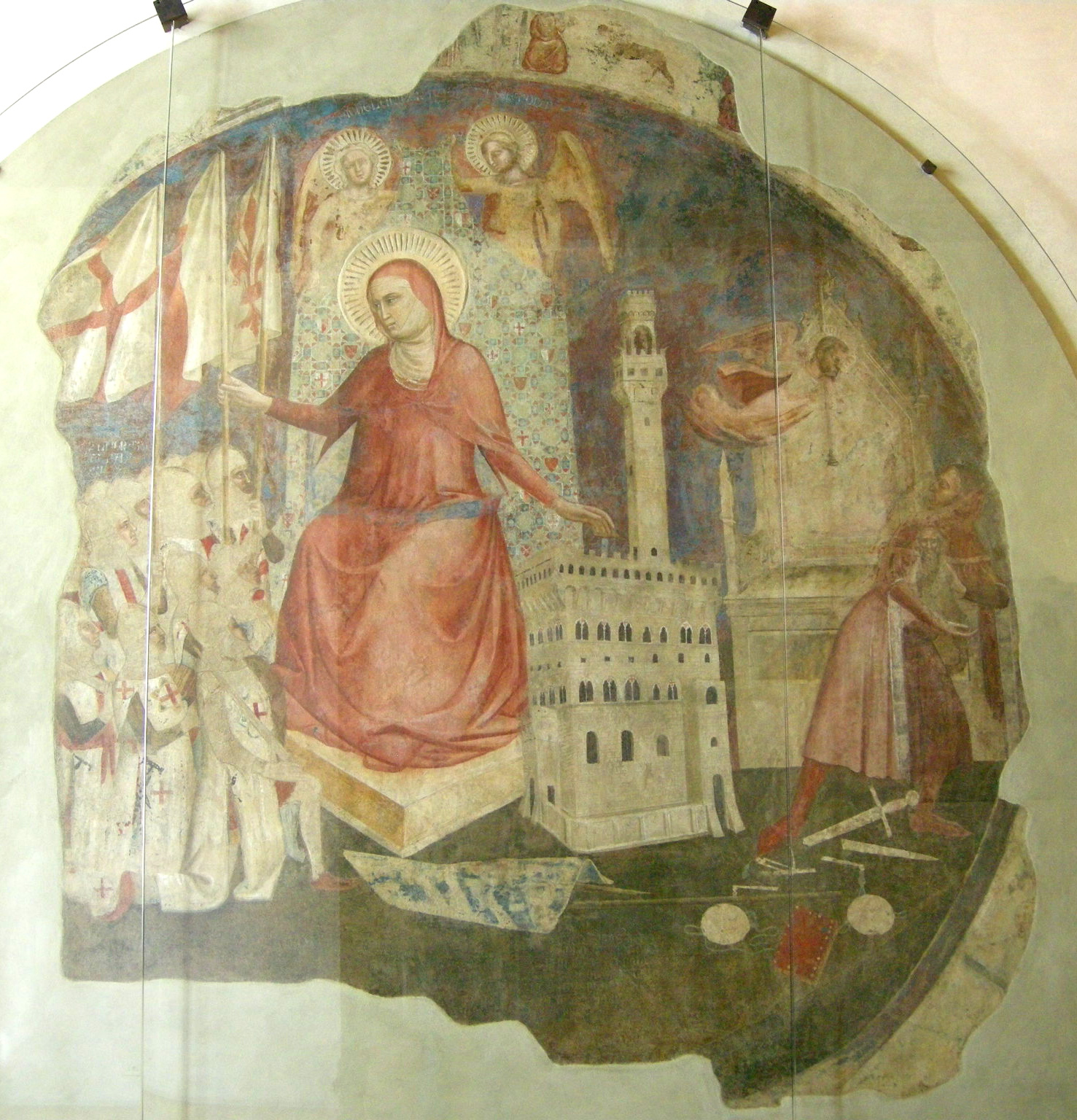
Wouter wordt uit Florence verjaagd

In Italië was Wouter VI van Brienne een verafschuwde figuur. In de Decamerone wordt de hertog van Athene in het zevende verhaal op de tweede dag opgevoerd als een van de negen minnaars van de dochter van de sultan van Babylon. Dit verhaal is volkomen verzonnen, maar het is bedoeld om Wouter belachelijk te maken.
Wouter was gehuwd met Johanna van Brienne, dochter van graaf Rudolf III van Eu, maar hij stierf kinderloos en werd opgevolgd door zijn zuster Isabella en haar echtgenoot.
Wouter VI van Brienne is een van de Franse veldheren die in de 19e-eeuwse galerij van de veldslagen in het Kasteel van Versailles met een borstbeeld wordt geëerd. Het betreft een fantasieportret en geen gelijkende afbeelding. Van Wouter VI van Brienne bestaan geen contemporaine portretten. Hij is wel afgebeeld op een fresco van de hand van Andrea Orcagna waarop te zien is dat hij uit Florence wordt verjaagd, maar daarop is zijn gezicht niet herkenbaar.